# Spitzmüller Csaba
Spitzmüller Csaba (1968. május 3. –) magyar autóversenyző, 2008-ban abszolút magyar bajnok, kétszeres Magyar N csoportos bajnok, kétszeres abszolút harmadik helyezett, a legtapasztaltabb magyar raliversenyzők egyike.

## Eredményei
| Magyar Országos Rally Bajnokságban elért Eredményei | Magyar Országos Rally Bajnokságban elért Eredményei            | Magyar Országos Rally Bajnokságban elért Eredményei | Magyar Országos Rally Bajnokságban elért Eredményei | Magyar Országos Rally Bajnokságban elért Eredményei | Magyar Országos Rally Bajnokságban elért Eredményei | Magyar Országos Rally Bajnokságban elért Eredményei |
|                                                     | Bajnokság                                                      | Csapat                                              | Abszolút                                            | Csoport                                             | Géposztály                                          | Pontok                                              |
| --------------------------------------------------- | -------------------------------------------------------------- | --------------------------------------------------- | --------------------------------------------------- | --------------------------------------------------- | --------------------------------------------------- | --------------------------------------------------- |
| 2003                                                | Mitsubishi Lancer EVO VI. (N)                                  | Pacot Car Motorsport                                | 11.                                                 | 1.                                                  | 1.                                                  | 17                                                  |
| 2004                                                | Mitsubishi Lancer EVO VI. (N)                                  | Pacotti Motorsport                                  | 6.                                                  | 1.                                                  | 1.                                                  | 44                                                  |
| 2005                                                | Toyota Corolla WRC                                             | Pacotti Motorsport                                  | 3.                                                  | -                                                   | -                                                   | 83                                                  |
| 2006                                                | Peugeot 206 WRC, Ford Focus WRC, Mitsubishi Lancer WRC         | Pacotti Motorsport                                  | 3.                                                  | -                                                   | -                                                   | 74                                                  |
| 2007                                                | Skoda Fabia WRC, Toyota Corolla WRC, Mitsubishi Lancer Evo IX. | Pacotti Motorsport                                  | 7.                                                  | -                                                   | -                                                   | 53                                                  |
| 2008                                                | Mitsubishi Lancer WRC                                          | Hell Racing Team                                    | 1.                                                  | 1.                                                  | 1.                                                  |                                                     |
| 2009                                                | Mitsubishi Lancer WRC                                          | Hell Racing Team                                    |                                                     |                                                     |                                                     |                                                     |

## Külső hivatkozások
- Saját weboldala Archiválva 2020. december 2-i dátummal a Wayback Machine-ben
- Pacotti Motorsport weboldala